# Rogério Petinga
Rogério Lima Petinga (1935 – Lisboa, 20 de Março de 2020) foi um jornalista, editor literário e artista gráfico português.

## Biografia
Nasceu em 1935.
Exerceu como jornalista, editor literário e artista gráfico. Colaborou nas redacções de vários jornais e revistas, como Portugal Hoje, A Luta, Match Magazine, Diário de Notícias, O Século, e Século Ilustrado, tendo neste último sido chefe de redacção e director interino, em 1976. Em 2013, o jornal Público destacou a edição do Natal de 1976 do Século Ilustrado, onde figurava uma fotografia com dois balões em forma de Pai Natal, e o título Natal em austeridade (para quem?), tendo o editorial, escrito por Rogério Petinga, afirmado que «Não foi por acaso que escolhemos para capa duas prosaicas figuras de Pai Natal de plástico de consumo corrente. Na verdade, o Natal não será de austeridade para os que vivem dos seus rendimentos e dos juros dos seus rendimentos», acrescentando que «a imprensa ou é financiada e valorizada pelo investimento público (ou privado) como serviço fundamental do nosso tempo, ou morre!». Desta forma, lançou um alerta para as difíceis condições em que se encontravam a imprensa e a economia nacional, particularmente a situação do Século Ilustrado.
Em 1987 foi um dos responsáveis pela fundação da editora Quetzal, com Francisco Faria Paulino, Maria Carlos Loureiro e a sua esposa Maria da Piedade Ferreira. Naquela empresa também colaborou como artista gráfico, tendo elaborado as capas de vários livros, séries e colecções, como a Serpente Emplumada. Exerceu igualmente como artista gráfico noutras editoras, tanto no design como na paginação, tendo por exemplo colaborado na Bertrand, na qual esteve envolvido na edição do romance Eu, Cláudio, Imperador, de Robert Graves, em 1970. Ao longo da sua carreira trabalhou com obras de grandes autores internacionais, como Bruce Chatwin, Julian Barnes, Antonio Tabucchi, Marguerite Yourcenar, Marguerite Duras, Claudio Magris, Peter Handke, Jorge Luis Borges, Umberto Eco e Truman Capote. Outra empresa onde esteve integrado foi a Difel - Difusão Editorial, onde foi responsável pela orientação gráfica e na elaboração de capas, incluindo por exemplo para as obras O Fazedor, de Jorge Luís Borges, e Viagem na Irrealidade Quotidiana e Diário Mínimo, de Umberto Eco.
Como parte da sua colaboração com a editora Quetzal, também foi responsável pela edição de catálogos de arte de artistas de renome, como António Dacosta e Mário Botas, estes últimos na retrospectiva Visões Inquietantes, organizada em 1999 no Centro Cultural de Belém em parceria com a Galeria 111. Foi igualmente o autor do arranjo gráfico da monografia Lisboa antes do Terramoto. Grande vista da cidade entre 1700 e 1725, publicado pelas editoras Gótica, em Portugal, e Chandeigne, em França, e baseada num painel de azulejos de Gabriel del Barco.
Faleceu em 20 de Março de 2020, em Lisboa, aos 85 anos de idade. Na sequência da sua morte, a editora Quetzal emitiu uma nota de pesar, onde afirmou que «na história de uma editora há nomes que não se esquecem -- e o de Rogério Petinga faz parte dessa lista de presenças permanentes», tendo-o recordado como um dos principais artistas das décadas de 1980 e 1990 em território nacional, que deixou várias capas de grande beleza. Em 1999, a capa do livro Os Amantes Obscuros, de Luís Filipe Castro Mendes foi elogiada pelo jornal Público, que referiu que «O livro em si mesmo é um belo objecto, sob o ponto de vista estético, graças ao bom gosto da Quetzal e do autor da capa, Rogério Petinga».
De acordo com a editora, as suas obras «marcaram definitivamente a edição portuguesa dos anos oitenta e noventa e ficaram históricas algumas das suas belas capas -- para livros de autores como Jorge Luis Borges, Julian Barnes, Umberto Eco, Bruce Chatwin, Antonio Tabucchi e tantos outros que o catálogo da Quetzal consagraria ou ainda mantém».